# Schweiz geografi

Karta över Schweiz topografi.

Schweiz geografi avser de geografiska särdrag som finns i Schweiz. Genom sitt läge domineras landets geografi av Alperna.

## Bergskedjor
De två mest betydelsefulla bergskedjorna i Schweiz är Alperna och Jura. Alperna är i genomsnitt den högre av de två och täcker cirka 60 procent av Schweiz yta. Bergskedjan hyser stora rovdjur såsom björnar och vargar. Regionen är mycket viktig för turismen i Schweiz.
Jurabergen ligger i landets norra del och är lägre än Alperna (i genomsnitt är höjden cirka 700 m ö.h.). Jura täcker cirka 10 procent av landets yta och består mestadels av kalksten.

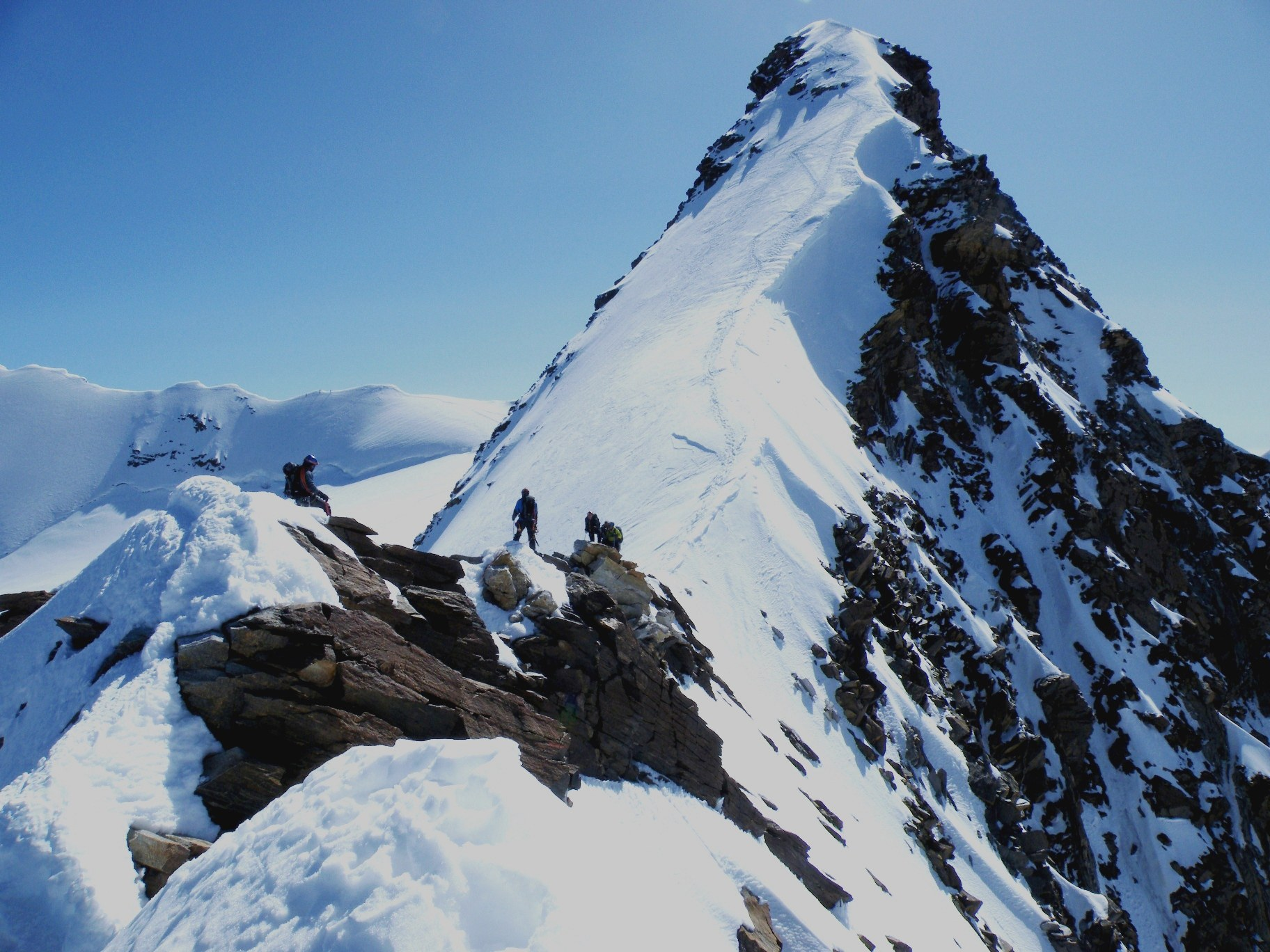
Bergsklättrare vid Monte Rosas topp.

De tio högsta punkterna i Schweiz ligger alla på över 4 000 meter över havet:
| Bergstopparna  | Höjd (m) | Övrig info                         |
| -------------- | -------- | ---------------------------------- |
| Monte Rosa     | 4 634    | Högsta punkten i Schweiz.          |
| Dom            | 4 545    |                                    |
| Lyskamm        | 4 527    |                                    |
| Weisshorn      | 4 506    |                                    |
| Matterhorn     | 4 478    | Avbildat på Toblerones förpackning |
| Dent Blanche   | 4 357    |                                    |
| Grand Combin   | 4 314    |                                    |
| Finsteraarhorn | 4 274    |                                    |
| Zinalrothorn   | 4 221    |                                    |
| Alphubel       | 4 206    |                                    |

## Vattendrag och sjöar

Schweiz avrinningsområden.
Rhein
Aare
Rhône
Po
Donau
Adige

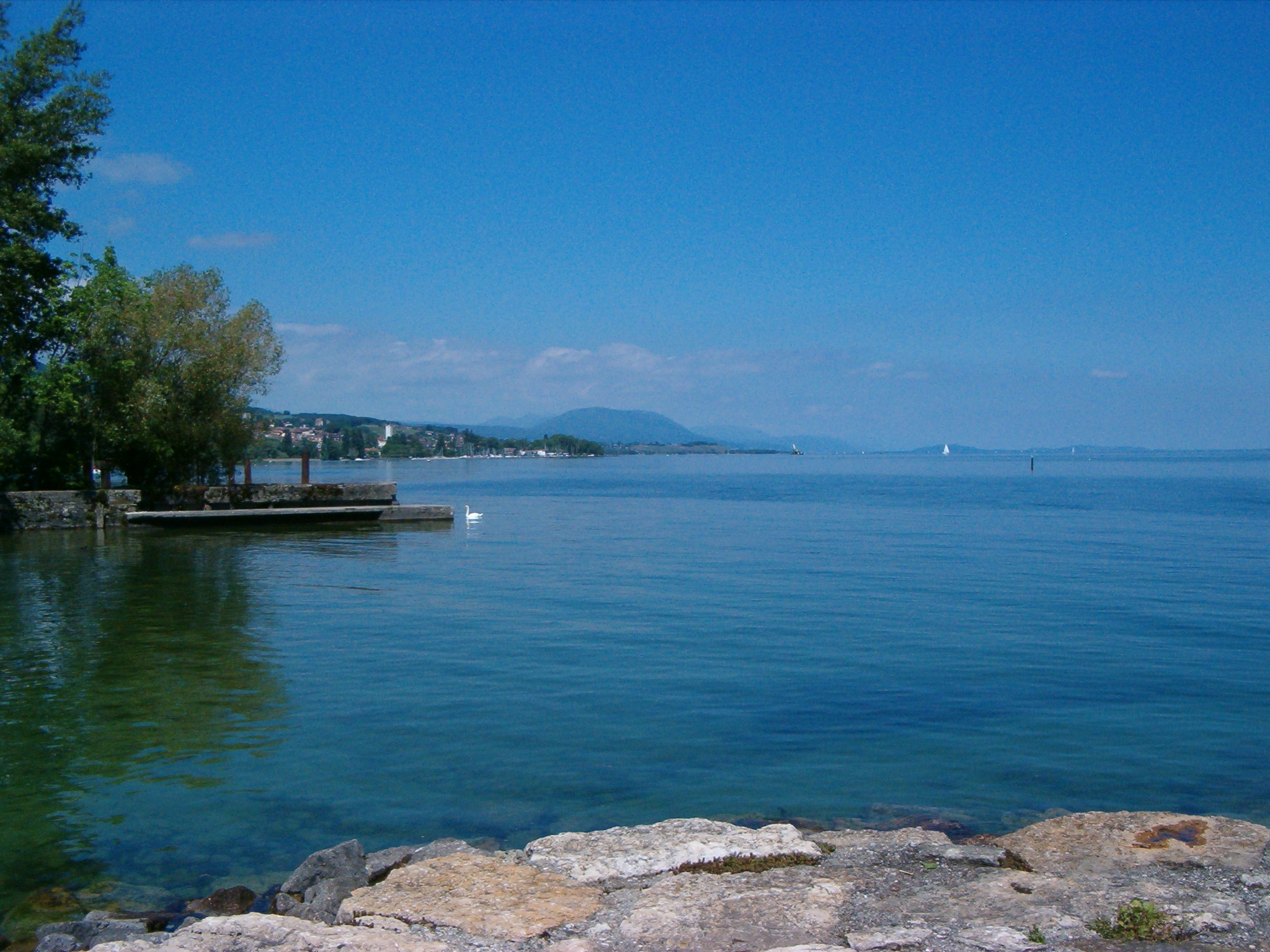
Neuchâtelsjön.

Det finns ungefär 1 500 insjöar i Schweiz. Största delen av dem har kommit till under den senaste istiden. Landets största insjö, som helt ligger inom landets gränser, är Neuchâtelsjön.. Andra stora insjöar är bland andra Genèvesjön och Bodensjön. Både insjöarna delas med andra stater.
Längsta floderna i Schweiz är:
| Floden       | Längd (km) | Övrig info                    |
| ------------ | ---------- | ----------------------------- |
| Rhen         | 375        | Den längsta floden i Schweiz. |
| Aare         | 295        |                               |
| Rhône        | 264        |                               |
| Reuss        | 158        |                               |
| Linth-Limmat | 140        |                               |